# الزراعة في بنغلاديش
بنغلاديش لديها اقتصاد زراعي في المقام الأول. الزراعة هي القطاع الأكبر المنتجة للاقتصاد نظرا لأنه يضم حوالي 30 ٪ من الناتج المحلي الإجمالي في البلاد وتوظف نحو 60 ٪ من إجمالي القوى العاملة. أداء هذا القطاع له تأثير ساحق على الأهداف الاقتصادية الكلية الرئيسية مثل توليد العمالة وتخفيف حدة الفقر وتنمية الموارد البشرية والأمن الغذائي.
معظم البنغلاديشيين كسب عيشهم من الزراعة. الارز والجوت والمحاصيل الأساسية، والقمح له الأهمية الأكبر. ويزرع الشاي في شمال شرق البلاد. بسبب التربة الخصبة وبنغلاديش وافرة عادة بإمدادات المياه، ويمكن أن تزرع الأرز[ ؟ ] وتحصد ثلاث مرات في السنة في العديد من المجالات. يرجع ذلك إلى عدد من العوامل، وقد حققت بنغلاديش بتكثيف العمالة الزراعية الزيادات المطردة في إنتاج الحبوب الغذائية على الرغم من الظروف المناخية غير المواتية في كثير من الأحيان. وتشمل هذه أفضل سيطرة على الفيضان والري[ ؟ ]، وعموما استخدام أكثر كفاءة من الأسمدة، وإنشاء شبكات التوزيع وتحسين الائتمانات الريفية. منها 35.8 مليون طن متري في عام 2000 أنتج والأرز هو المحصول الرئيسي في بنجلادش. تجاوزت مبيعات الوطنية للطبقات من المبيدات الحشرية المستخدمة في الأرز، بما في ذلك الكربوفوران الحبيبية، البيريثرويد الاصطناعية، والملاثيون 13000 طن من المنتجات التي صيغت في عام 2003.ومبيدات الحشرات لا تمثل تهديدا للبيئة فقط، بل هي نفقات كبيرة للمزارعين الفقراء والأرز. رايس بنغلاديش هو معهد بحوث ويعمل مع مختلف المنظمات غير الحكومية والمنظمات الدولية للحد من استخدام المبيدات الحشرية في الأرز.

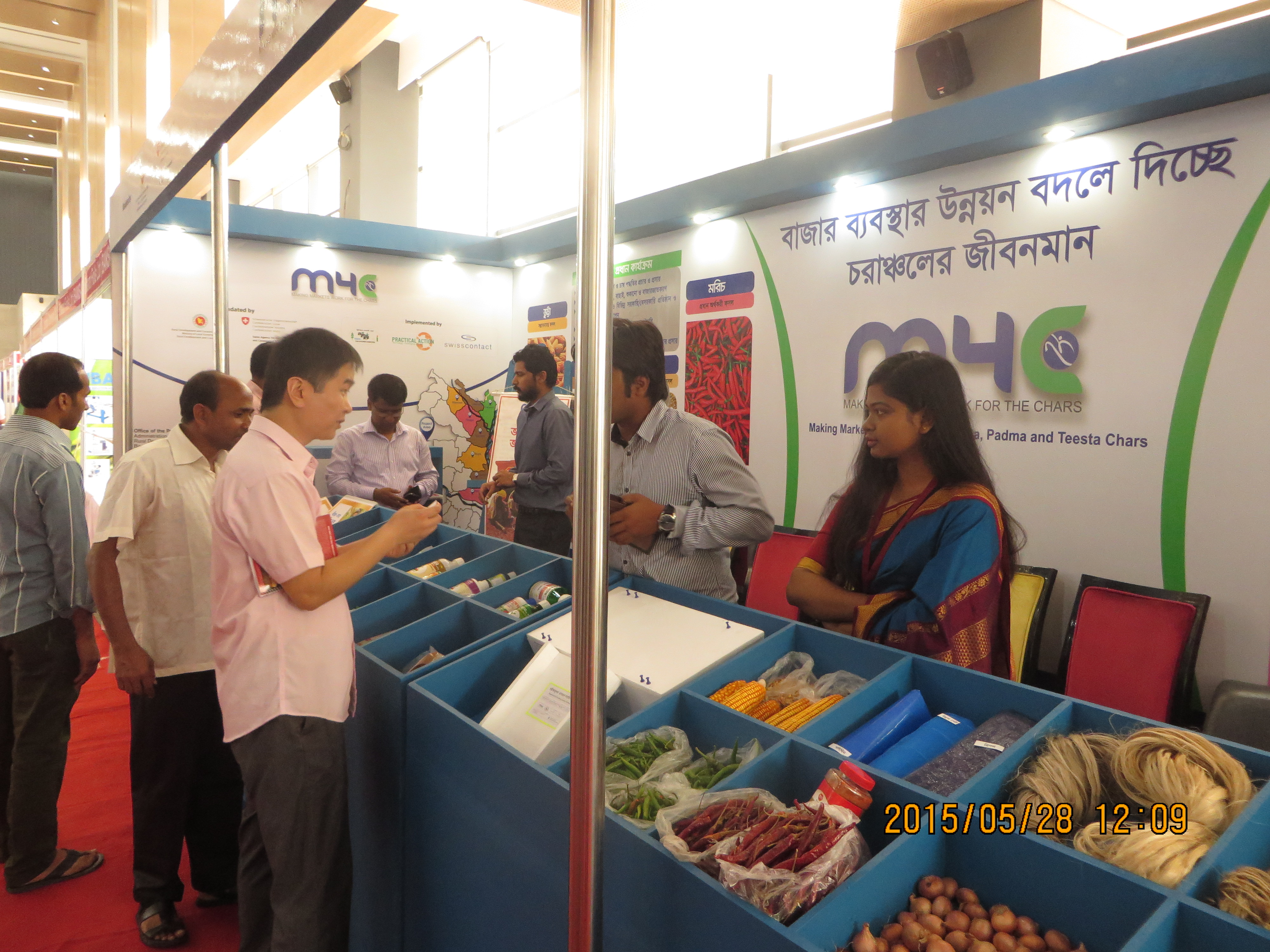
الزوار في معرض للتكنولوجيا الزراعية في دكا

بالمقارنة مع الأرز، وإنتاج القمح في عام 1999 كان 1.9 مليون طن متري. الضغط السكاني لا يزال عبئا شديدا على القدرة الإنتاجية، وخلق العجز الغذائي، وخاصة القمح. المساعدات الخارجية والواردات التجارية سدت هذه الفجوة. النقص لا يزال يمثل مشكلة خطيرة، ومصدر قلق متزايد للقطاع الزراعي في بنغلاديش سيكون قدرته على امتصاص اليد العاملة الإضافية. وإيجاد مصادر بديلة للعمالة لا تزال مشكلة صعبة بالنسبة للحكومات في المستقبل، خاصة مع تزايد أعداد الفلاحين المعدمين الذين يشكلون بالفعل نحو نصف القوة العاملة الريفية.